# Hårnosvombater
Hårnosvombater (Lasiorhinus) är ett släkte av pungdjur som ingår i familjen vombater.

## Taxonomi
Kladogram enligt Catalogue of Life:
| Lasiorhinus | \| \| Nordlig hårnosvombat (Lasiorhinus krefftii) \| \| \| \| \| \| Sydlig hårnosvombat (Lasiorhinus latifrons) \| \| \| \| |
|             | \| \| Nordlig hårnosvombat (Lasiorhinus krefftii) \| \| \| \| \| \| Sydlig hårnosvombat (Lasiorhinus latifrons) \| \| \| \| |
|             | Vombatus |
|             | |
|             | Nordlig hårnosvombat (Lasiorhinus krefftii)                                                                                 |
|             | |
|             | Sydlig hårnosvombat (Lasiorhinus latifrons)                                                                                 |
|             | |

|  | Nordlig hårnosvombat (Lasiorhinus krefftii) |
|  |                                             |
|  | Sydlig hårnosvombat (Lasiorhinus latifrons) |
|  |                                             |

## Beskrivning
Arterna hade ursprungligen ett större utbredningsområde i östra och södra Australien men förekommer idag endast i centrala Queensland (nordlig hårnosvombat) samt södra South Australia, sydöstra Western Australia och västra New South Wales (sydlig hårnosvombat).
Liksom nakennosvombaten påminner arterna med sin robusta kropp och de korta extremiteterna om små björnar. Kännetecken som skiljer hårnosvombater från nakennosvombaten är den håriga nosen, den mjuka pälsen och de spetsiga öronen. Individerna når en kroppslängd (huvud och bål) av 77 till 100 cm och en svanslängd av 2,5 till 6 cm. Vikten varierar mellan 19 och 32 kg. Pälsens färg på ovansidan kan vara grå, brun eller svart och ibland finns vita fläckar. Undersidan är ljusgrå. Alla medlemmar av familjen vombater har framtänder som saknar rot och som växer hela livet.
Hårnosvombater gräver underjordiska bon som är hemmet för en individ eller för en liten grupp. Fortplantningssättet är huvudsakligen känd för den sydliga arten. Där föds ungarna under våren efter 20 till 22 dagars dräktighet. Per kull föds oftast en unge och sällan tvillingar. Ungdjuret lever fram till åtta månaders ålder i moderns pung (marsupium) och diar modern ytterligare fyra månader. Efter tre år blir ungarna könsmogna. Den äldsta kända individen i fångenskap levde något över 24 år.